# Campeonato Mundial de Atletismo em Pista Coberta de 2022 - 800 m feminino
A prova dos 800 metros feminino do Campeonato Mundial de Atletismo em Pista Coberta de 2022 ocorreu entre os dias  19 e 20 de março na Belgrade Arena, em Belgrado, na Sérvia.

## Recordes
Antes desta competição, os recordes mundiais e do campeonato nesta prova eram os seguintes:
|                       | Nome              | Nacionalidade | Tempo     | Local    | Data               |
| --------------------- | ----------------- | ------------- | --------- | -------- | ------------------ |
| Recorde mundial       | Jolanda Čeplak    | Eslovênia     | 1m 55s 82 | Viena    | 3 de março de 2002 |
| Recorde do campeonato | Ludmila Formanová | Chéquia       | 1m 56s 90 | Maebashi | 7 de março de 1999 |

## Medalhistas
| Ouro              | Prata                | Bronze                |
| Ajeé Wilson (USA) | Freweyni Hailu (ETH) | Halimah Nakaayi (UGA) |

## Cronograma
Todos os horários são locais (UTC+1).
| Data        | Hora  | Evento  |
| ----------- | ----- | ------- |
| 19 de março | 11:44 | Bateria |
| 20 de março | 18:07 | Final   |

## Resultados

### Bateria
Qualificação: 2 atletas de cada bateria (Q) mais os 2 melhores qualificados (q).
| Posição | Bateria | Raia | Atleta                  | Nacionalidade  | Tempo   | Notas |
| ------- | ------- | ---- | ----------------------- | -------------- | ------- | ----- |
| 1       | 3       | 2    | Habitam Alemu           | Etiópia        | 2:01.12 | Q,    |
| 2       | 3       | 5    | Catriona Bisset         | Austrália      | 2:01.24 | Q     |
| 3       | 3       | 6    | Halimah Nakaayi         | Uganda         | 2:01.47 | q     |
| 4       | 1       | 6    | Natoya Goule            | Jamaica        | 2:01.65 | Q     |
| 5       | 1       | 4    | Freweyni Hailu          | Etiópia        | 2:01.70 | Q,    |
| 6       | 3       | 1    | Lindsey Butterworth     | Canadá         | 2:01.99 | q     |
| 7       | 1       | 3    | Jenny Selman            | Reino Unido    | 2:02.00 |       |
| 8       | 3       | 3    | Angelika Cichocka       | Polónia        | 2:02.01 |       |
| 9       | 1       | 5    | Madeleine Kelly         | Canadá         | 2:02.06 |       |
| 10      | 1       | 1    | Elena Bellò             | Itália         | 2:02.35 |       |
| 11      | 1       | 2    | Olivia Baker            | Estados Unidos | 2:02.35 |       |
| 12      | 2       | 2    | Ajeé Wilson             | Estados Unidos | 2:03.42 | Q     |
| 13      | 2       | 3    | Lorena Martín           | Espanha        | 2:03.85 | Q     |
| 14      | 2       | 5    | Tigist Girma            | Etiópia        | 2:03.85 |       |
| 15      | 3       | 4    | Naomi Korir             | Quênia         | 2:03.94 |       |
| 16      | 2       | 4    | Hedda Hynne             | Noruega        | 2:04.17 |       |
| 17      | 2       | 1    | Síofra Cléirigh Büttner | Irlanda        | 2:06.99 |       |
| 18      | 2       | 6    | Keely Hodgkinson        | Reino Unido    | DNS     |       |

### Final
A final ocorreu dia 20 de março às 18:07.
| Posição           | Atleta              | Nacionalidade  | Tempo   | Notas                |
| ----------------- | ------------------- | -------------- | ------- | -------------------- |
| Medalha de ouro   | Ajeé Wilson         | Estados Unidos | 1:59.09 | Recorde da temporada |
| Medalha de prata  | Freweyni Hailu      | Etiópia        | 2:00.54 | Recorde da temporada |
| Medalha de bronze | Halimah Nakaayi     | Uganda         | 2:00.66 |                      |
| 4                 | Natoya Goule        | Jamaica        | 2:01.18 |                      |
| 5                 | Catriona Bisset     | Austrália      | 2:01.24 |                      |
| 6                 | Lindsey Butterworth | Canadá         | 2:03.21 |                      |
| 7                 | Habitam Alemu       | Etiópia        | 2:03.37 |                      |
| 8                 | Lorena Martín       | Espanha        | 2:03.93 |                      |

Legenda
| Recorde mundial       | Recorde mundial (World record)               |                       | Recorde africano                      | Recorde africano (African) |                                           | Q | Classificado por posição (Qualified) |
| Recorde do campeonato | Recorde do campeonato (Championship record)  | Recorde da América    | Recorde da América (Americas)         | q                          | Classificado por melhor tempo (Qualified) |   |                                      |
| Melhor marca do ano   | Melhor marca do ano (World leading)          | Recorde asiático      | Recorde asiático (Asian)              | DNS                        | Não largou (Did not start)                |   |                                      |
| Recorde nacional      | Recorde nacional (National record)           | Recorde europeu       | Recorde europeu (European)            | DNF                        | Não terminou (Did not finish)             |   |                                      |
| Recorde pessoal       | Recorde pessoal do atleta (Personal best)    | Recorde da Oceania    | Recorde da Oceania (Oceania)          | DSQ / DQ                   | Desclassificado (Disqualified)            |   |                                      |
| Recorde da temporada  | Recorde da temporada do atleta (Season best) | Recorde sul-americano | Recorde sul-americano (South America) | NM                         | Sem marca (No mark)                       |   |                                      |